# Psycho IV
Psycho IV (Psycho IV: The Beginning) è un film per la televisione del 1990, diretto da Mick Garris. È il quarto ed ultimo capitolo della saga cinematografica Psycho, iniziata nel 1960 con il film cult di Alfred Hitchcock ed è l'interquel della saga. È incentrato sull'infanzia del protagonista Norman Bates e di come continua la sua vita dopo essere uscito dal manicomio (ormai dato per guarito).

## Trama
Norman Bates, ormai riabilitato, vive una vita apparentemente serena insieme alla moglie Connie, una psichiatra, ed è in attesa del loro primo figlio. Tuttavia, Norman è tormentato dalla paura che il bambino possa ereditare la sua follia. Una sera, mentre ascolta un programma radiofonico condotto da Fran Ambrose, in cui si discute di matricidio con l’ex psicologo di Norman, il dottor Leo Richmond, decide di telefonare in diretta, presentandosi con il falso nome di “Ed”, per raccontare la sua storia. Attraverso una serie di flashback, emergono i ricordi traumatici dell’infanzia e della giovinezza di Norman. Dopo la morte del padre, il ragazzo cresce sotto la custodia della madre, Norma, una donna instabile e autoritaria, che lo domina con violenza psicologica e fisica. Convinta che il sesso sia peccaminoso, lo punisce severamente per ogni segno di desiderio, arrivando persino a vestirlo da ragazza e ad umiliarlo in modi degradanti. Quando il loro motel inizia a perdere clienti a causa della costruzione di una nuova autostrada, la frustrazione di Norma aumenta, rendendola ancora più crudele nei confronti del figlio. Nel 1949, la situazione precipita quando Norma si fidanza con Chet Rudolph, un uomo violento che maltratta Norman con il tacito consenso della donna. La gelosia e il risentimento del ragazzo esplodono in un gesto estremo: avvelena sua madre e Chet con del tè freddo. Sconvolto dal senso di colpa, sviluppa una personalità alternativa, “Madre”, attraverso la quale reprime il trauma dell’omicidio. Vestendosi con gli abiti della defunta e assumendo la sua voce, Norman compie i primi omicidi al motel, colpendo due donne che avevano tentato di sedurlo. Nel presente, il dottor Richmond intuisce la vera identità di “Ed” e cerca di avvertire la conduttrice radiofonica ma i suoi timori vengono ignorati. Intanto, Norman confessa di temere di impazzire di nuovo e di uccidere sua moglie. Terrorizzato dall’idea di mettere al mondo un “mostro”, decide di portare Connie nella vecchia casa della madre, meditando di ucciderla e, in questo modo, farla abortire.

## Produzione
Il film fu girato nel giugno del 1990 agli Universal Studios Florida a Orlando (Florida). La facciata del Bates Motel e la casa sono state ricreate nel parco a tema. Dopo le riprese, la facciata del Bates Motel fu utilizzata per un labirinto stregato durante la Halloween Horror Nights del 1993 intitolata "The Psycho Path Maze". I set furono demoliti nel 2000 per la costruzione del campo giochi "Curious George Goes to Town".
Quando Norman telefona per la prima volta alla radio, dice di chiamarsi Ed. Proprio come Ed Gein, il serial killer del Wisconsin cui s'è ispirato Robert Bloch per scrivere il romanzo di Psycho.

## Trasmissione
La prima trasmissione televisiva del film è stata presentata da Janet Leigh, interprete del primo film della saga.

## Incongruenze
Rispetto al primo film, vi sono vistose incongruenze fra le narrazioni avvenute in Psyco ed i flashback intercorsi in Psycho IV.
Alcune di queste riguardano:
- Nel primo capitolo della saga, stando al racconto di Norman avvenuto nel salotto dell'ufficio all'interno del Bates Motel, fu proprio il nuovo amante della madre a convincerla a costruire il motel. Tuttavia nel flashback mostrato in Psycho IV, la famiglia Bates possedeva la struttura alberghiera anche prima che Norma conoscesse il suo nuovo compagno.
- Sempre nel primo capitolo, lo psichiatra all'interno del commissariato afferma che Norman abbia trafugato il corpo della madre dal cimitero e abbia riempito la bara con delle pietre. Tuttavia nel flashback presente in Psycho IV, Norman trafuga la salma dalla camera mortuaria, per poi riempiere la bara con dei libri.
- In Psyco, lo sceriffo sostiene che la signora Bates sia rimasta sconvolta dopo aver scoperto che l'uomo col quale aveva una relazione fosse in realtà già sposato. In un flashback in Psycho IV, invece, la donna ne è perfettamente al corrente fin dal principio.

Va però considerato che ognuna di queste incongruenze è desumibile dalle narrazioni e dai ricordi di Norman Bates, il quale potrebbe aver mentito o potrebbe non avere ricordi corrispondenti alla realtà.